# Папино-Кутюр, Жан
Жан Папино-Кутюр CC, GOQ (англ. Jean Papineau-Couture) — канадский композитор, музыкальный педагог и администратор XX века.

## Образование и преподавательская карьера
Жан Папино-Кутюр родился в Монреале в 1916 году. В 1922 году начал учиться игре на фортепиано. Его первой учительницей была мать, а с 1926 года он занимался у Франсуазы д'Амур, которая также преподавала ему гармонию, чтение нот и историю музыки. В 1939—1940 годах он продолжал учиться фортепианной игре с Лео-Полем Мораном. В 1937 году, окончив Колледж Жан-де-Бребеф, он получил степень бакалавра искусств. С 1937 по 1940 год Папино-Кутюр изучал контрапункт с Габриэлем Кюссоном. В 1940 году, получив правительственную стипендию, он отправился в Консерваторию Новой Англии (Бостон), где изучал фортепиано (с Беверли Уэбстер), композицию (с Куинси Портером) и дирижёрское искусство. В 1941—1943 годах он изучал композиторскую технику Стравинского, Форе, Равеля и Дебюсси в Музыкальной школе Лонги (Кембридж, Массачусетс) с Надей Буланже.
После года, проведенного в качестве преподавателя фортепиано в Колледже Жан-де-Бребеф в Монреале, Папино-Кутюр получил новый грант и продолжил обучение у Буланже в Мэдисоне (Висконсин) и Лейк-Арроухед (Калифорния). В 1945 году он возвращается в Монреаль, чтобы преподавать в Колледже Жан-де-Бребеф, Консерватории Квебека и на музыкальном факультете Монреальского университета. Его педагогическая работа продолжалась до 1982 года, и на её протяжении он преподавал теорию музыки, сольфеджио, гармонию и контрапункт. Он стоял у основ курса музыкальной акустики и возглавлял факультет с 1968 по 1973 год. Он также был членом ряда организаций, формирующих процесс музыкального образования в Квебеке и развития музыкальной культуры в этой провинции и в целом в Канаде. С 1966 по 1972 год он возглавлял Общество современной музыки Квебека, в 1973—1974 годах был президентом Центра канадской музыки, а в 1977—1978 годах председателем Канадского совета по гуманитарным исследованиям. В середине 1970-х годов, используя полученный от Совета Канады по искусству грант, он провел некоторое время в Европе, исследуя возможности новых музыкальных инструментов
В 1982 году Папино-Кутюр, в связи с ухудшением здоровья, оставил кафедру и сосредоточиля на написании музыки. Его состояние продолжало ухудшаться, ещё одним ударом стала смерть его жены Изабель. Тем не менее в следующие 10 лет он написал больше десятка новых произведений для камерного оркестра и отдельных инструментов, включая орган.

## Творчество
Несмотря на занятость в преподавании и административной деятельности, в первую очередь Папино-Кутюр известен как композитор. Своё первое известное произведение, Églogues, он написал в 1942 году в Кембридже. Это произведение характерно для начального, импрессионистского периода в его творчестве. В первое десятилетие его композиторской деятельности укладывается также неоклассический период, который характеризуют Кончерто гроссо, соль-мажорная соната, сюита для флейты и фортепиано и Концерт для скрипки и камерного оркестра, написанный в начале 1950-х годов. В дальнейшем в творчестве Папино-Кутюра можно наблюдать синтез этих двух подходов. Среди произведений, написанных на границе стилей,  Viole d'amour (1967), секстет (1968), «Пейзаж» (1968) и Chanson de Rahit (1972), сочетающие в себе мистическое звучание раннего периода с неоклассическим интеллектуализмом структуры.
В работах Папино-Кутюра можно также выделить эксперименты с сериализмом («Каноны» и сюита для скрипки соло) и короткое увлечение теориями Хиндемита, проявившееся в Концерте для скрипки с камерным оркестром. К началу 50-х годов в его творчестве господствует чистая хроматика (а начиная с Pièce concertante No. 5 и микрохроматика), а ещё позже, начиная с написанных в 1962 году «Трех каприсов», более сложные формы комплементарной и микрохроматической музыки. Интеллектуализм музыки Папино-Кутюра часто вызывал критику, но он не прекращал свои эксперименты, в общей сложности отдав сочинению музыки 50 лет жизни.

## Признание
В 1962 году Жан Папино-Кутюр был удостоен Приза Каликса Лавалле, присуждаемого лучшим музыкальным деятелям Квебека. В 1968 году он стал офицером ордена Канады (с 1993 года компаньон), а в 1973 году получил медаль Канадского совета по музыке. В 1981 году ему был присужден Приз Дениз Пеллетье за выдающуюся карьеру в искусстве. В 1988 году он был произведен в Великие офицеры Национального ордена Квебека, а в 1994 году стал лауреатом премии генерал-губернатора в области исполнительского искусства. Папино-Кутюр получил почетную докторскую степень от Университета Саскачевана и Чикагского университета.